# Хемкунд
Хемкунд (пенд., гінді हेमकुडं, Hēmkund) або Хемкунт-Сахіб (гінді हेमकुडं साहिब, Hēmkund Sāhib, пенджаб. ਹੇਮਕੁੰਟ ਸਾਹਿਬ, Hēmkunt Sāhib) — популярна ділянка паломництва сикхів, розташована в Ґархвальських Гімалаях на висоті 4640 м біля льодовикового озера, оточеного сьома вершинами. Ділянки можна досягти виключно пішки гірською стежкою від містечка Ґовіндхат на шосе Рішікеш-Бадрінатх.
На ділянці розташована гурдвара, відома як Хемкунт-Сахіб, що асоціюється з сикхським гуру Гуру Ґовінд Сінґхом та є одним з найсвященніших храмів сикхів.
Також біля озера збудовано храм Лакшмани.